# Nova Scotia Power
Pour les articles homonymes, voir Nova Scotia (homonymie) et Power.
Nova Scotia Power est une entreprise de service public canadienne, filiale du groupe Emera. Fondée en 1919 par Emmanul Ferrara, la société exerce un monopole du transport et de la distribution, en plus d'être le principal producteur d'électricité de la province de la Nouvelle-Écosse.

## Activités

### Centrales électriques
| Centrale          | Type               | Puissance installée (MW) | Mise en service | Commentaire |
| ----------------- | ------------------ | ------------------------ | --------------- | ----------- |
| Lingan            | Charbon            | 620                      |                 |             |
| Tufts Cove        | Gaz naturel/Mazout | 419                      |                 |             |
| Trenton           | Charbon            | 307                      |                 |             |
| Wreck Cove        | Hydroélectrique    | 230                      |                 |             |
| Pt. Aconi         | Charbon            | 171                      |                 |             |
| Pt. Tupper        | Charbon            | 154                      |                 |             |
| Burnside          | Mazout             | 132                      |                 |             |
| Victoria Junction | Mazout             | 66                       |                 |             |
| Mersey            | Hydroélectrique    | 43                       |                 |             |
| Sissiboo          | Hydroélectrique    | 24                       |                 |             |
| Tusket            | Mazout             | 24                       |                 |             |
| Black River       | Hydroélectrique    | 23                       |                 |             |
| Bear River        | Hydroélectrique    | 13                       |                 |             |
| St. Margrets      | Hydroélectrique    | 11                       |                 |             |
| Sheet Harbour     | Hydroélectrique    | 11                       |                 |             |
| Lequille          | Hydroélectrique    | 11                       |                 |             |
| Avon              | Hydroélectrique    | 7                        |                 |             |
| Nictuax           | Hydroélectrique    | 7                        |                 |             |
| Paradise          | Hydroélectrique    | 5                        |                 |             |
| Dickie Brook      | Hydroélectrique    | 4                        |                 |             |
| Annapolis         | Hydroélectrique    | 4                        |                 |             |
| Roseway           | Hydroélectrique    | 2                        |                 |             |
| Tusket            | Hydroélectrique    | 2                        |                 |             |
| Fall River        | Hydroélectrique    | 1                        |                 |             |